# Фритата (Фрозиноне)
Фритата је насеље у Италији у округу Фрозиноне, региону Лацио.
Према процени из 2011. у насељу је живело 61 становника. Насеље се налази на надморској висини од 497 м.